# Alansmia senilis
Alansmia senilis là một loài dương xỉ trong họ Polypodiaceae. Loài này được Fée Moguel & M. Kessler mô tả khoa học đầu tiên năm 2011.